# Euryapteryx curtus
El moa costero (Euryapteryx curtus) es una especie extinta de ave dinornidiforme de la familia Emeidae. Habitaba en las tierras bajas de las islas del Norte, del Sur y Stewart, en Nueva Zelanda.

## Taxonomía
E. curtus fue descrita científicamente por el paleontólogo británico Richard Owen en 1846, quien lo ubicó dentro del género Dinornis con el nombre de D. curtus. En 1874 el naturalista alemán Haast describió el género Euryapteryx, designando como especie tipo a Dinornis gravis, donde posteriormente D. curtus fue incluida.
En 2009 un estudio genético reveló que D. gravis era un sinónimo de D. curtus, y en 2010 un nuevo estudio explicó las diferencias de tamaño entre estos como un signo de dimorfismo sexual. En 2012 un estudio interpretó las diferencias morfológicas como indicadores de ser subespecies, lo que fue confirmado en 2014 mediante análisis de ADN.
El siguiente cladograma, basado en los análisis de Brunce et al. (2009), muestra las relaciones de E. curtus con otros dinornidiformes:
|  | Dinornis robustus        |
|  |                          |
|  | Dinornis novaezealandiae |
|  |                          |

|  | Megalapteryx didinus |
|  |                      |

|  | Dinornis robustus        |
|  |                          |
|  | Dinornis novaezealandiae |
|  |                          |

|  | Megalapteryx didinus |
|  |                      |

|  | Pachyornis australis                                                              |
|  |                                                                                   |
|  | \| \| Pachyornis elephantopus \| \| \| \| \| \| Pachyornis geranoides \| \| \| \| |
|  |                                                                                   |
|  | Pachyornis elephantopus                                                           |
|  |                                                                                   |
|  | Pachyornis geranoides                                                             |
|  |                                                                                   |

|  | Pachyornis elephantopus |
|  |                         |
|  | Pachyornis geranoides   |
|  |                         |

|  | Pachyornis australis                                                              |
|  |                                                                                   |
|  | \| \| Pachyornis elephantopus \| \| \| \| \| \| Pachyornis geranoides \| \| \| \| |
|  |                                                                                   |
|  | Pachyornis elephantopus                                                           |
|  |                                                                                   |
|  | Pachyornis geranoides                                                             |
|  |                                                                                   |

|  | Pachyornis elephantopus |
|  |                         |
|  | Pachyornis geranoides   |
|  |                         |

|  | Pachyornis australis                                                              |
|  |                                                                                   |
|  | \| \| Pachyornis elephantopus \| \| \| \| \| \| Pachyornis geranoides \| \| \| \| |
|  |                                                                                   |
|  | Pachyornis elephantopus                                                           |
|  |                                                                                   |
|  | Pachyornis geranoides                                                             |
|  |                                                                                   |

|  | Pachyornis elephantopus |
|  |                         |
|  | Pachyornis geranoides   |
|  |                         |

|  | Pachyornis australis                                                              |
|  |                                                                                   |
|  | \| \| Pachyornis elephantopus \| \| \| \| \| \| Pachyornis geranoides \| \| \| \| |
|  |                                                                                   |
|  | Pachyornis elephantopus                                                           |
|  |                                                                                   |
|  | Pachyornis geranoides                                                             |
|  |                                                                                   |

|  | Pachyornis elephantopus |
|  |                         |
|  | Pachyornis geranoides   |
|  |                         |

|  | Anomalopteryx didiformis                                             |
|  |                                                                      |
|  | \| \| Emeus crassus \| \| \| \| \| \| Euryapteryx curtus \| \| \| \| |
|  |                                                                      |
|  | Emeus crassus                                                        |
|  |                                                                      |
|  | Euryapteryx curtus                                                   |
|  |                                                                      |

|  | Emeus crassus      |
|  |                    |
|  | Euryapteryx curtus |
|  |                    |

|  | Anomalopteryx didiformis                                             |
|  |                                                                      |
|  | \| \| Emeus crassus \| \| \| \| \| \| Euryapteryx curtus \| \| \| \| |
|  |                                                                      |
|  | Emeus crassus                                                        |
|  |                                                                      |
|  | Euryapteryx curtus                                                   |
|  |                                                                      |

|  | Emeus crassus      |
|  |                    |
|  | Euryapteryx curtus |
|  |                    |

|  | Pachyornis australis                                                              |
|  |                                                                                   |
|  | \| \| Pachyornis elephantopus \| \| \| \| \| \| Pachyornis geranoides \| \| \| \| |
|  |                                                                                   |
|  | Pachyornis elephantopus                                                           |
|  |                                                                                   |
|  | Pachyornis geranoides                                                             |
|  |                                                                                   |

|  | Pachyornis elephantopus |
|  |                         |
|  | Pachyornis geranoides   |
|  |                         |

|  | Pachyornis australis                                                              |
|  |                                                                                   |
|  | \| \| Pachyornis elephantopus \| \| \| \| \| \| Pachyornis geranoides \| \| \| \| |
|  |                                                                                   |
|  | Pachyornis elephantopus                                                           |
|  |                                                                                   |
|  | Pachyornis geranoides                                                             |
|  |                                                                                   |

|  | Pachyornis elephantopus |
|  |                         |
|  | Pachyornis geranoides   |
|  |                         |

|  | Pachyornis australis                                                              |
|  |                                                                                   |
|  | \| \| Pachyornis elephantopus \| \| \| \| \| \| Pachyornis geranoides \| \| \| \| |
|  |                                                                                   |
|  | Pachyornis elephantopus                                                           |
|  |                                                                                   |
|  | Pachyornis geranoides                                                             |
|  |                                                                                   |

|  | Pachyornis elephantopus |
|  |                         |
|  | Pachyornis geranoides   |
|  |                         |

|  | Pachyornis australis                                                              |
|  |                                                                                   |
|  | \| \| Pachyornis elephantopus \| \| \| \| \| \| Pachyornis geranoides \| \| \| \| |
|  |                                                                                   |
|  | Pachyornis elephantopus                                                           |
|  |                                                                                   |
|  | Pachyornis geranoides                                                             |
|  |                                                                                   |

|  | Pachyornis elephantopus |
|  |                         |
|  | Pachyornis geranoides   |
|  |                         |

|  | Anomalopteryx didiformis                                             |
|  |                                                                      |
|  | \| \| Emeus crassus \| \| \| \| \| \| Euryapteryx curtus \| \| \| \| |
|  |                                                                      |
|  | Emeus crassus                                                        |
|  |                                                                      |
|  | Euryapteryx curtus                                                   |
|  |                                                                      |

|  | Emeus crassus      |
|  |                    |
|  | Euryapteryx curtus |
|  |                    |

|  | Anomalopteryx didiformis                                             |
|  |                                                                      |
|  | \| \| Emeus crassus \| \| \| \| \| \| Euryapteryx curtus \| \| \| \| |
|  |                                                                      |
|  | Emeus crassus                                                        |
|  |                                                                      |
|  | Euryapteryx curtus                                                   |
|  |                                                                      |

|  | Emeus crassus      |
|  |                    |
|  | Euryapteryx curtus |
|  |                    |